# Ansitz Klebenstein

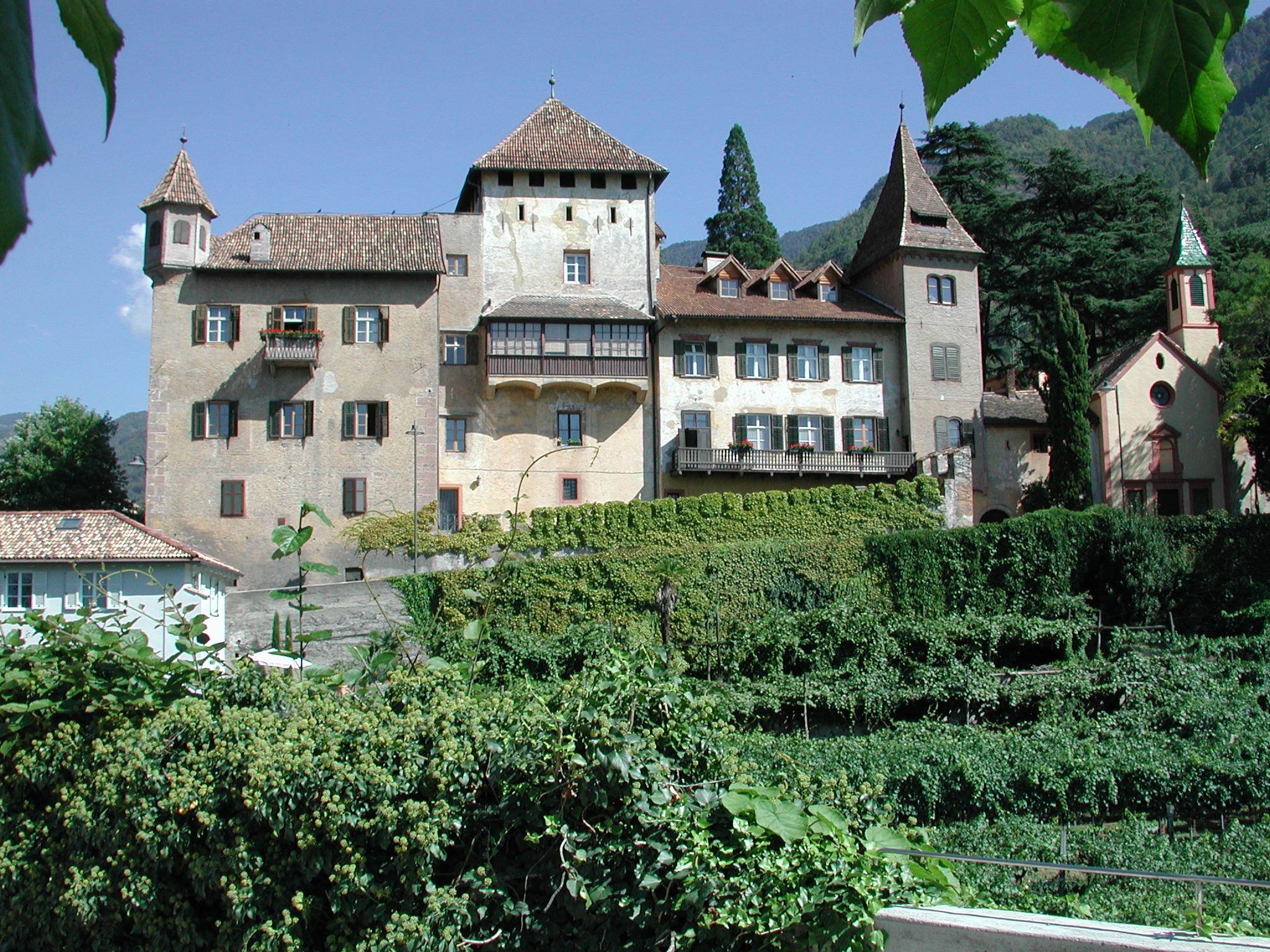
Klebenstein bei Bozen (Südtirol)

Der Ansitz Klebenstein, oft auch Schloss genannt, befindet sich in Bozen in Südtirol.
Den Kern der Anlage bildet ein mittelalterlicher Wohnturm aus dem 13. Jahrhundert, der ursprünglich Karnol hieß. Der Turm entstand an einer Wegkreuzung der Straße von Bozen ins Sarntal und von Jenesien nach Gries und Moritzing. An der Stelle des Turmes führte schon sehr früh eine Brücke über die Talfer. 
Im Verlauf des 14. bis 16. Jahrhunderts wurde die Anlage mehrfach zu einem Ansitz erweitert, unter anderem um eine Kapelle und mehrere Wohntrakte. Ihr heutiges Aussehen erhielt sie allerdings erst um 1900. Sehenswert ist die kleine barocke St.-Anton-Kirche, die zur Anlage gehört. Nach den schon im Jahr 1422/26 in den Kirchpropstrechnungen der Grieser Marienpfarrkirche mit Adam von Clewenstain bezeugten Besitzern von Klebenstein wurde der Ansitz später benannt. Im 18. Jahrhundert war das Anwesen im Besitz der Grafen Troyer. 1832 kaufte es der Bozner Großhändler und Magistratsrat Franz Xaver Kofler (1799–1867), der 1854 mit dem Prädikat "von Klebenstein" geadelt wurde. Seit 1931 ist Ansitz Klebenstein im Besitz der Familie von Aufschnaiter.
Die Häuser rund um den Ansitz Klebenstein und dem nahegelegenen Rendelstein bis zu den Füßen von Schloss Runkelstein gehören zum Bozner Stadtteil St. Anton, dessen Name auf die barocke St.-Antonius-Kapelle beim Schloss Klebenstein zurückgeht. Beim Ansitz enden zwei Promenaden: die Talfer-Promenade oder Bozner Wassermauer und die St.-Oswald-Promenade. Unterhalb von Klebenstein nimmt der heute gedeckte Mühlbach, eine künstliche Ableitung der Talfer, seinen Ausgang.